# Troféu HQ Mix de melhor roteirista estrangeiro
Roteirista estrangeiro foi uma das categorias do Troféu HQ Mix, premiação brasileira dedicada aos quadrinhos que é realizada pela Associação dos Cartunistas do Brasil (ACB) e pelo Instituto do Memorial das Artes Gráficas do Brasil (IMAG) desde 1989.

## História
As categorias "Roteirista estrangeiro" e "Roteirista nacional" fazem parte do Troféu HQ Mix desde sua primeira edição, em 1989. São destinadas a premiar roteiristas brasileiros e estrangeiros com base na produção nacional do ano anterior ao da realização da cerimônia. No caso dos estrangeiros, a eleição é baseada na data de lançamento das edições nacionais de seus trabalhos. Ambas as categorias são escolhidas por votação entre profissionais da área (desenhistas, roteiristas, jornalistas, editores, pesquisadores etc.) a partir de uma lista de sete indicados elaborada pela comissão organizadora do evento.
Na categoria "Roteirista estrangeiro", o país premiado mais vezes é o Reino Unido, com 13 troféus (sete para Alan Moore - maior premiado da categoria -, cinco para Neil Gaiman e um para Garth Ennis). Em seguida, vêm os Estados Unidos (nove troféus), Japão (dois) e Suécia, Itália e Malta (um vencedor cada).
Após uma reformulação do Troféu HQ Mix em 2016, a categoria "Roteirista estrangeiro" foi extinta.

## Vencedores e indicados
| Ano  | Roteirista        | Nacionalidade  | Obra(s)               | Outros indicados | Nota(s)       |
| ---- | ----------------- | -------------- | --------------------- | --- | ------------- |
| 1989 | Alan Moore        | Reino Unido    |                       | | [ 5 ]         |
| 1990 | Neil Gaiman       | Reino Unido    |                       | | [ 5 ]         |
| 1991 | Alan Moore        | Reino Unido    |                       | | [ 5 ]         |
| 1992 | Neil Gaiman       | Reino Unido    |                       | | [ 5 ]         |
| 1993 | Neil Gaiman       | Reino Unido    |                       | | [ 5 ]         |
| 1994 | Neil Gaiman       | Reino Unido    |                       | | [ 5 ]         |
| 1995 | Neil Gaiman       | Reino Unido    |                       | | [ 5 ]         |
| 1996 | Art Spiegelman    | Suécia         |                       | | [ 5 ]         |
| 1997 | Frank Miller      | Estados Unidos |                       | | [ 5 ]         |
| 1998 | Garth Ennis       | Reino Unido    |                       | | [ 5 ]         |
| 1999 | Frank Miller      | Estados Unidos |                       | | [ 5 ]         |
| 2000 | David Lapham      | Estados Unidos | Balas Perdidas        | | [ 6 ]         |
| 2001 | Alan Moore        | Reino Unido    | Do Inferno            | | [ 7 ]         |
| 2002 | Giancarlo Berardi | Itália         | Ken Parker            | | [ 8 ]         |
| 2003 | Alan Moore        | Reino Unido    | Tom Strong e Top Ten  | | [ 9 ]         |
| 2004 | Alan Moore        | Reino Unido    | A Liga Extraordinária | | [ 10 ]        |
| 2005 | Will Eisner       | Estados Unidos | Avenida Dropsie       | | [ 11 ]        |

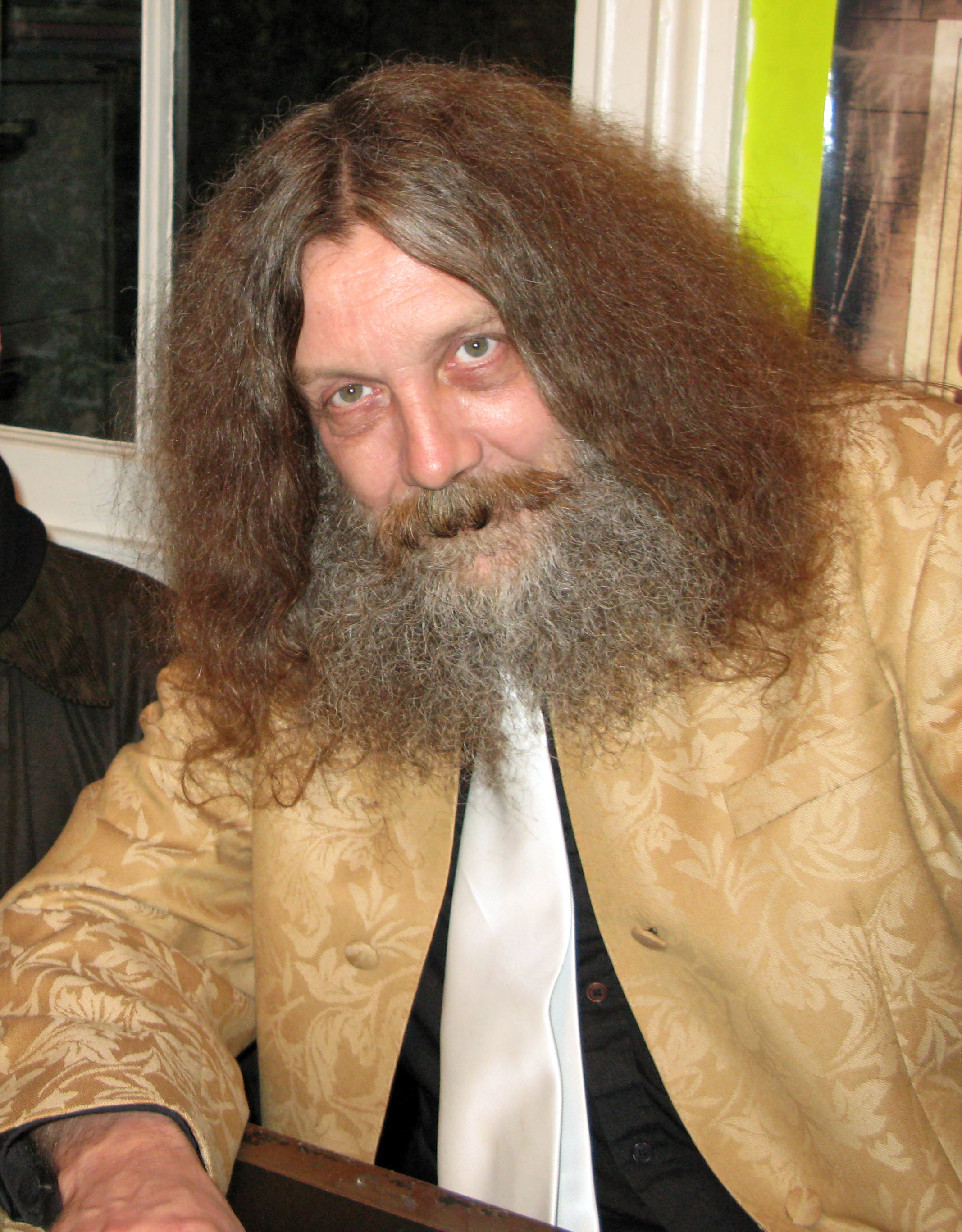
O britânico Alan Moore venceu sete vezes a categoria (1989, 1991, 2001, 2003, 2004, 2008 e 2009).

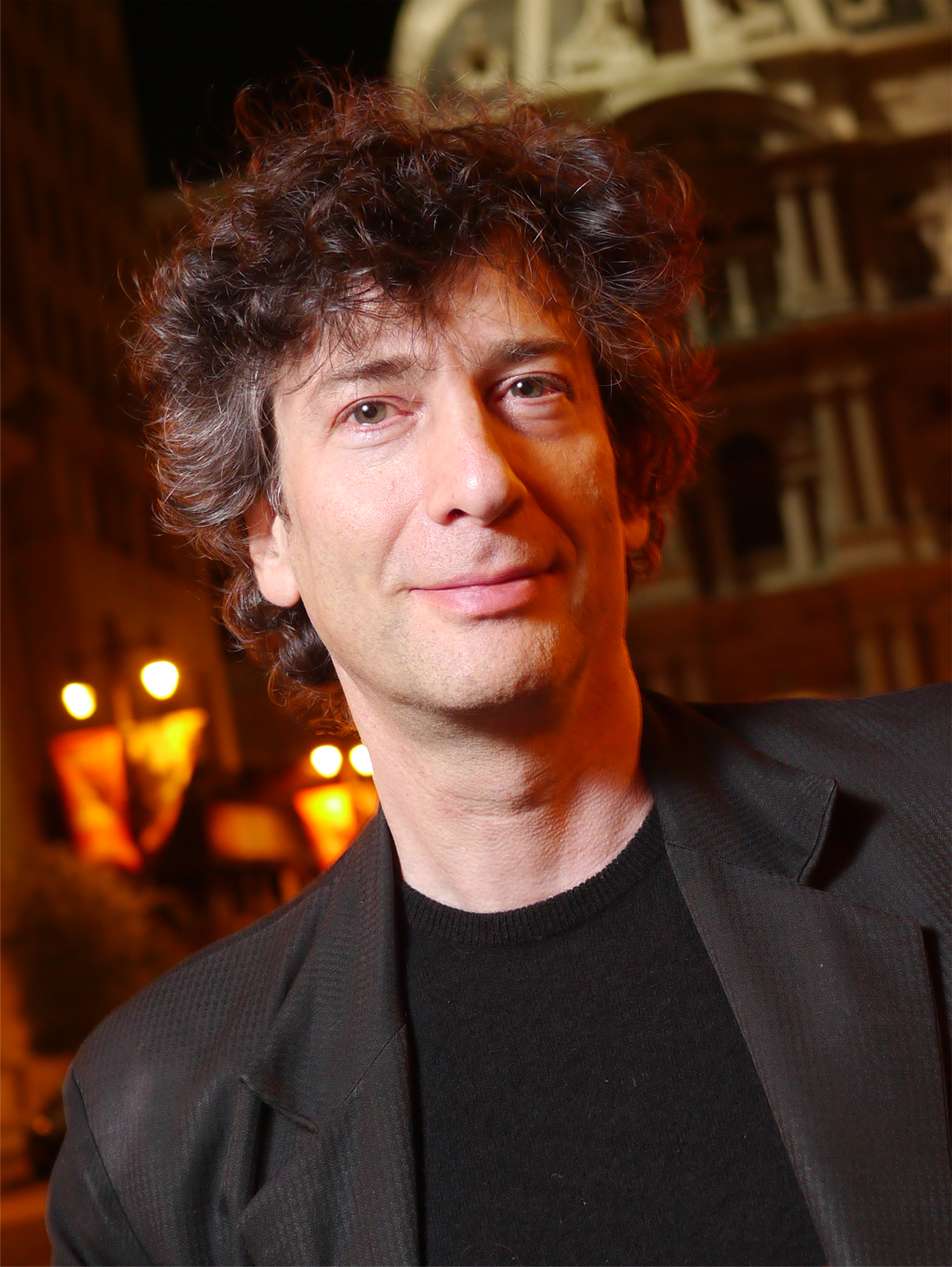
O britânico Neil Gaiman venceu cinco vezes a categoria (1990, 1992, 1993, 1994 e 1995).

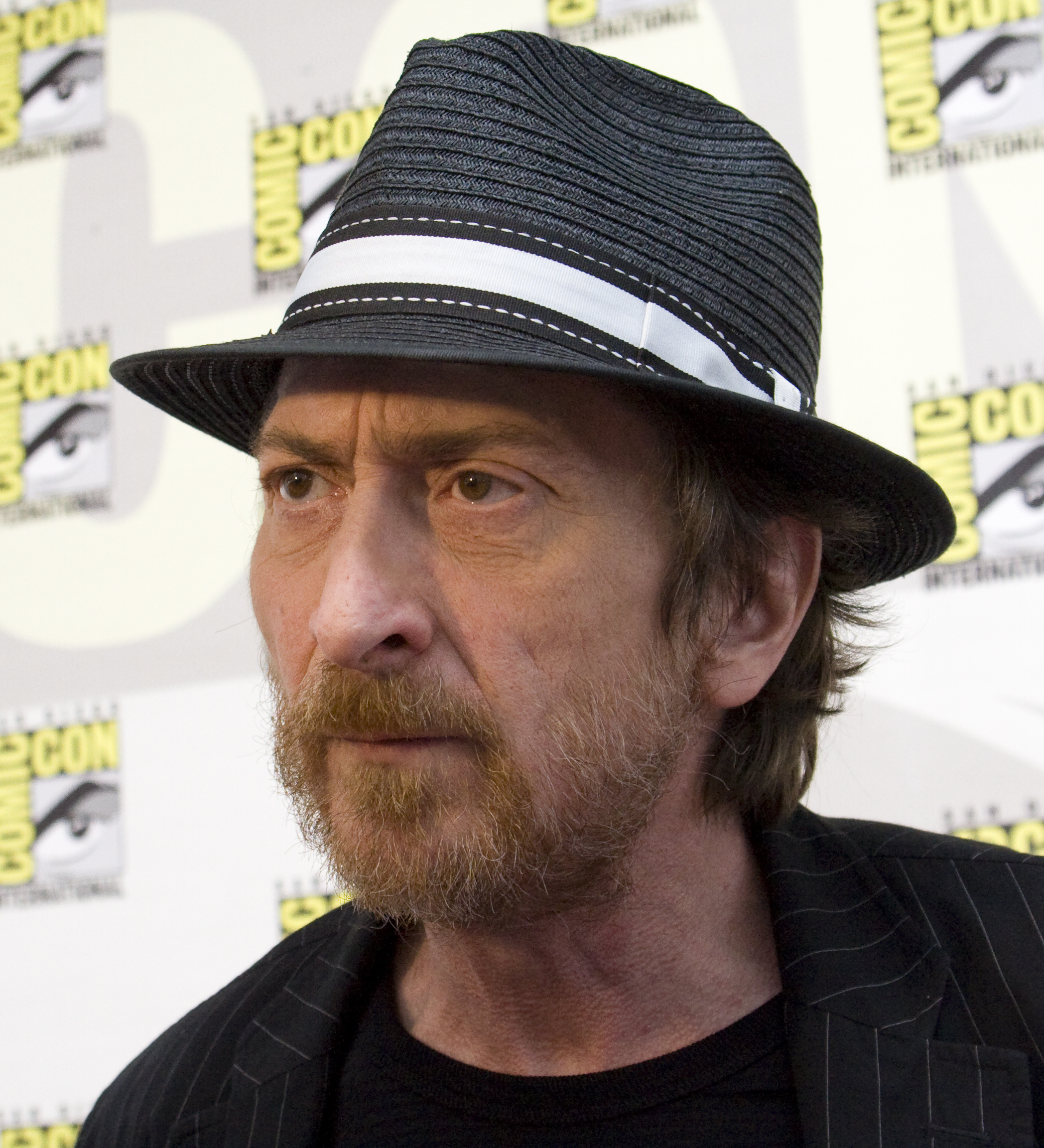
O estadunidense Frank Miller venceu em 1997 e 1999.

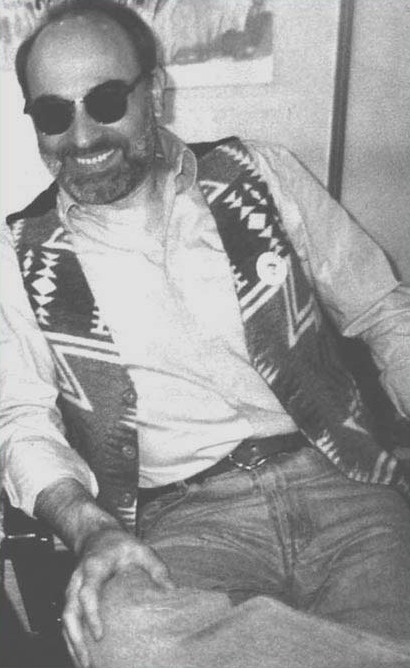
O italiano Giancarlo Berardi venceu em 2002.

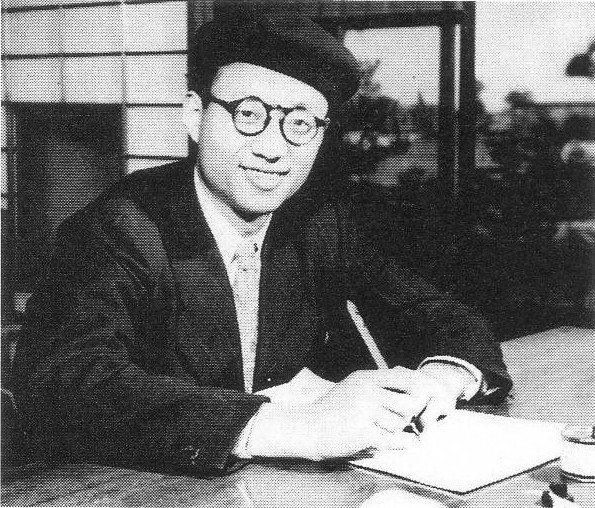
O japonês Osamu Tezuka venceu em 2006, in memoriam.

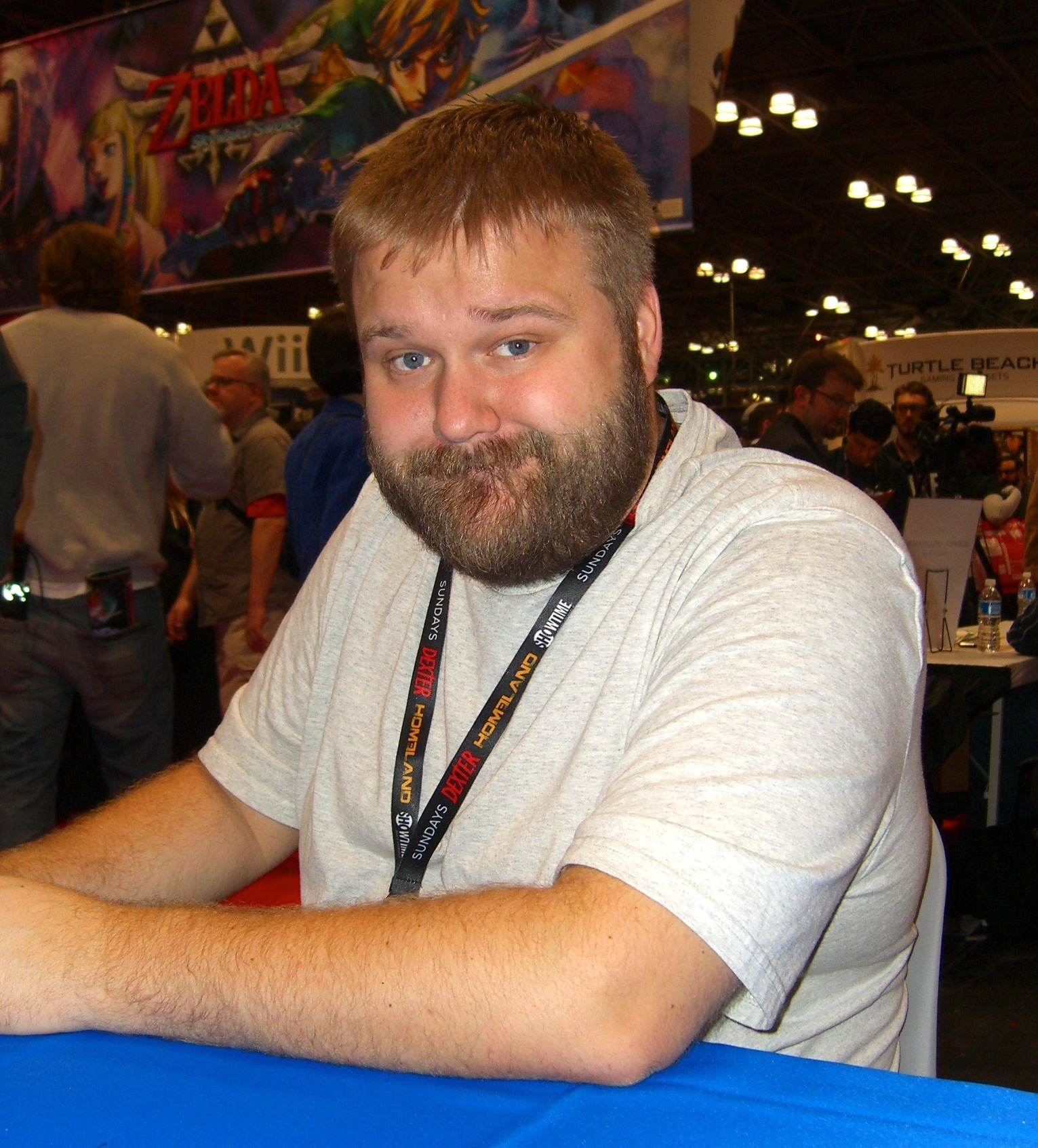
O estadunidense Robert Kirkman venceu em 2013 e 2014.

| 2006 | Osamu Tezuka      | Japão          | Buda                  | - Alexandro Jodorowski (Bórgia) - Giancarlo Berardi (Julia - Aventuras de uma Criminóloga) - Gianfranco Manfredi (Mágico Vento) - J.M. Straczynski (Rising Star; Esquadrão Supremo) - Kazuo Koike (Lobo Solitário) - Brian Michael Bendis (Powers; Demolidor)                     | [ 12 ] [ 13 ] |
| 2007 | Kazuo Koike       | Japão          | Lobo Solitário        | - Alejandro Jodorowsky (Incal) - Hugo Pratt (Corto Maltese; El Gaucho) - Joan Sfarr (O Gato do Rabino) - Michael Bendis (Demolidor) - Osamu Tezuka (Adolf) - Robert Kirkman (Mortos-Vivos; Invencível)                                                                            | [ 14 ] [ 15 ] |
| 2008 | Alan Moore        | Reino Unido    | Lost Girls            | - Alison Bechdel (Fun Home) - David B. (Epiléptico 1) - Ed Brubaker (Demolidor) - Guy Delisle (Pyongyang) - Kazuo Koike (Samurai Executor; Lobo Solitário) - Warren Ellis (Planetary)                                                                                             | [ 16 ] [ 17 ] |
| 2009 | Alan Moore        | Reino Unido    | Promethea             | - Ai Yazawa (Nana) - Brian Wood (DMZ; Local) - Charles Burns (Black Hole) - David B. (Epiléptico) - Geoff Johns (Lanterna Verde; JSA) - Grant Morrison (Grandes Astros Superman)                                                                                                  | [ 2 ] [ 18 ]  |
| 2010 | Chris Ware        | Estados Unidos | Jimmy Corrigan        | - Alejandro Jodorowsky (A Casta dos Metabarões) - Alex Robinson (Fracasso de Público) - Guy Delisle (Crônicas Birmanesas; Shenzen) - Hayao Miyazaki (Nausicaä) - Hiromu Arakawa (FullMetal Alchemist) - Rich Koslowski (Três Dedos: Um Escândalo Animado)                         | [ 19 ] [ 20 ] |
| 2011 | Joe Sacco         | Malta          | Notas sobre Gaza      | - Alan Moore (A Liga Extraordinária - Século: 1910) - Alejandro Jodorowsky (Bórgia) - Brian K. Vaughan (Os Escapistas; Y - O Último Homem; Ex-Machina) - José-Louis Bocquet (Kiki de Montparnasse) - Paul Jenkins (Guerra Civil Especial) - Warren Ellis (Red; Transmetropolitan) | [ 21 ] [ 22 ] |
| 2012 | David Mazucchelli | Estados Unidos | Asterios Polyp        | - Brian Wood (ZDM e Vikings) - Giancarlo Berardi (J. Kendall; Ken Parker) - Jacques Tardi (Era A Guerra de Trincheiras) - Pierre Paquet (Quando eu Cresci) - Robert Kirkman (Os Mortos-Vivos) - Shaun Tan (A Chegada)                                                             | [ 23 ] [ 24 ] |
| 2013 | Robert Kirkman    | Estados Unidos | The Walking Dead      | - Alex Robinson (Fracasso de Público: Adeus) - Bastien Vivés (O gosto do cloro) - Brian K. Vaughan (Y - O último homem) - Craig Thompson (Habibi) - Daniel Clowes (Wilson) - Naoki Urasawa (20th Century Boys #1 e #2)                                                            | [ 25 ] [ 26 ] |
| 2014 | Robert Kirkman    | Estados Unidos | The Walking Dead      | - Alison Bechdel (Você é Minha Mãe?) - Naoki Urasawa (20th Century Boys) - Guy Delisle (Crônicas de Jerusalém) - Jason Aaron (Escalpo) - Mark Waid (Demolidor) - Reinhard Kleist (O Boxeador)                                                                                     | [ 3 ] [ 27 ]  |
| 2015 | Mark Waid         | Estados Unidos | Demolidor             | - Alan Moore (Juiz Dredd Magazine; Fashion Beast) - Brian K. Vaughan (Saga vol. 1) - Étienne Davodeau (Os Ignorantes) - José-Louis Bocquet (Olympe de Gouges) - Matt Fraction (Gavião Arqueiro) - Naoki Urasawa (20th Century Boys)                                               | [ 28 ] [ 29 ] |